# Tipula latifasciata
Tipula latifasciata är en tvåvingeart som beskrevs av Alexander 1933. Tipula latifasciata ingår i släktet Tipula och familjen storharkrankar. Inga underarter finns listade i Catalogue of Life.